# Ming Wang-Sonnerup
Ming Wang-Sonnerup, född 17 februari 1949 i Kina och uppväxt i Beijing, är en svensk författare, och nationalekonom. Hon arbetade i en investmentbank som ekonom i Beijing och senare som affärskonsult i Sverige sedan 1993. Ming Wang-Sonnerup arbetar även som tolk för svenska myndigheter.
Ming Wang-Sonnerup föddes samma år som Mao Zedong tog makten i Kina och hennes uppväxt präglades av Maos idéer. År 1990 kom Ming till Lunds universitet från Kina. Studierna vid Lunds universitet gjorde att hon fick ett annat perspektiv på utvecklingen i Kina under och efter Mao Zedong och gav henne även idén till boken Rött land, röd jord. I boken beskriver hon ett liv i skuggan av Mao, hur hennes familj och andra kineser kämpar för att överleva år av kampanjer, hunger och jordbävningar.
Hon gifte sig 1993 med civilingenjör Björn Philip David Sonnerup i Malmö.